# Франтішек Кучера
Франтішек Кучера (чеськ. František Kučera, нар. 3 лютого 1968, Прага) — колишній чеський хокеїст, що грав на позиції захисника. Грав за збірну команду Чехії.
Олімпійський чемпіон. 

## Ігрова кар'єра
Хокейну кар'єру розпочав на батьківщині 1988 року виступами за команду «Дукла» (Їглава).
1986 року був обраний на драфті НХЛ під 77-м загальним номером командою «Чикаго Блекгокс». 
Протягом професійної клубної ігрової кар'єри, що тривала 16 років, захищав кольори команд «Дукла» (Їглава), «Чикаго Блекгокс», «Гартфорд Вейлерс», «Ванкувер Канакс», «Філадельфія Флаєрс», «Колумбус Блю-Джекетс», «Піттсбург Пінгвінс», «Вашингтон Кепіталс», «Спарта» (Прага) та «Славія» (Прага).
Загалом провів 477 матчів у НХЛ, включаючи 12 ігор плей-оф Кубка Стенлі.
Виступав за збірну Чехії.

## Нагороди та досягнення
- Чемпіон Чехії в складі «Спарта» (Прага) — 2000, 2002, 2003.
- Команда всіх зірок юніорського чемпіонату Європи за версією ЗМІ — 1986.
- Срібний призер молодіжного чемпіонату світу — 1987.
- Бронзовий призер чемпіонатів світу — 1989 та 1991.
- Олімпійський чемпіон — 1998.
- Чемпіон світу — 1999 та 2000.
- Найкращий захисник чемпіонатів світу — 1998, 1999.

## Статистика
| Сезон        | Клуб                   | Ліга         | Регулярний сезон | Регулярний сезон | Регулярний сезон | Регулярний сезон | Регулярний сезон | Плей-оф | Плей-оф | Плей-оф | Плей-оф | Плей-оф |
| Сезон        | Клуб                   | Ліга         | І                | Г                | П                | О                | ШХ               | І       | Г       | П       | О       | ШХ      |
| ------------ | ---------------------- | ------------ | ---------------- | ---------------- | ---------------- | ---------------- | ---------------- | ------- | ------- | ------- | ------- | ------- |
| 1988–89      | «Дукла» (Їглава)       | ЧСХЛ         | 45               | 10               | 9                | 19               | 28               | —       | —       | —       | —       | —       |
| 1989–90      | «Дукла» (Їглава)       | ЧСХЛ         | 43               | 8                | 10               | 18               | 0                | —       | —       | —       | —       | —       |
| 1990–91      | «Індіанаполіс Айс»     | ІХЛ          | 35               | 8                | 19               | 27               | 23               | 7       | 0       | 1       | 1       | 15      |
| 1990–91      | «Чикаго Блекгокс»      | НХЛ          | 40               | 2                | 12               | 14               | 32               | —       | —       | —       | —       | —       |
| 1991–92      | «Індіанаполіс Айс»     | ІХЛ          | 7                | 1                | 2                | 3                | 4                | —       | —       | —       | —       | —       |
| 1991–92      | «Чикаго Блекгокс»      | НХЛ          | 61               | 3                | 10               | 13               | 36               | 6       | 0       | 0       | 0       | 0       |
| 1992–93      | «Чикаго Блекгокс»      | НХЛ          | 71               | 5                | 14               | 19               | 59               | —       | —       | —       | —       | —       |
| 1993–94      | «Чикаго Блекгокс»      | НХЛ          | 60               | 4                | 13               | 17               | 34               | —       | —       | —       | —       | —       |
| 1993–94      | «Гартфорд Вейлерс»     | НХЛ          | 16               | 1                | 3                | 4                | 14               | —       | —       | —       | —       | —       |
| 1994–95      | «Гартфорд Вейлерс»     | НХЛ          | 48               | 3                | 17               | 20               | 30               | —       | —       | —       | —       | —       |
| 1994–95      | «Спарта» (Прага)       | ЧЕ           | 16               | 1                | 2                | 3                | 0                | —       | —       | —       | —       | —       |
| 1995–96      | «Гартфорд Вейлерс»     | НХЛ          | 30               | 2                | 6                | 8                | 10               | —       | —       | —       | —       | —       |
| 1995–96      | «Ванкувер Канакс»      | НХЛ          | 24               | 1                | 0                | 1                | 10               | 6       | 0       | 1       | 1       | 0       |
| 1996–97      | «Х'юстон Аерос»        | ІХЛ          | 12               | 0                | 3                | 3                | 20               | —       | —       | —       | —       | —       |
| 1996–97      | «Ванкувер Канакс»      | НХЛ          | 2                | 0                | 0                | 0                | 0                | —       | —       | —       | —       | —       |
| 1996–97      | «Сірак'юс Кранч»       | АХЛ          | 42               | 6                | 29               | 35               | 36               | —       | —       | —       | —       | —       |
| 1996–97      | «Філадельфія Флаєрс»   | НХЛ          | 2                | 0                | 0                | 0                | 2                | —       | —       | —       | —       | —       |
| 1996–97      | «Філадельфія Фантомс»  | АХЛ          | 9                | 1                | 5                | 6                | 2                | 10      | 1       | 6       | 7       | 20      |
| 1997–98      | «Спарта» (Прага)       | ЧЕ           | 43               | 8                | 12               | 20               | 49               | 9       | 3       | 1       | 4       | 53      |
| 1998–99      | «Спарта» (Прага)       | ЧЕ           | 42               | 3                | 12               | 15               | 92               | 8       | 0       | 2       | 2       | 0       |
| 1999–00      | «Спарта» (Прага)       | ЧЕ           | 51               | 7                | 26               | 33               | 40               | 9       | 1       | 9       | 10      | 4       |
| 2000–01      | «Колумбус Блю-Джекетс» | НХЛ          | 48               | 2                | 5                | 7                | 12               | —       | —       | —       | —       | —       |
| 2000–01      | «Піттсбург Пінгвінс»   | НХЛ          | 7                | 0                | 2                | 2                | 0                | —       | —       | —       | —       | —       |
| 2001–02      | «Вашингтон Кепіталс»   | НХЛ          | 56               | 1                | 13               | 14               | 12               | —       | —       | —       | —       | —       |
| 2001–02      | «Спарта» (Прага)       | ЧЕ           | 10               | 2                | 2                | 4                | 2                | —       | —       | —       | —       | —       |
| 2002–03      | «Славія» (Прага)       | ЧЕ           | 44               | 4                | 15               | 19               | 26               | 6       | 0       | 1       | 1       | 0       |
| 2003–04      | «Славія» (Прага)       | ЧЕ           | 11               | 1                | 1                | 2                | 6                | 16      | 0       | 2       | 2       | 6       |
| 2004–05      | «Славія» (Прага)       | ЧЕ           | 8                | 0                | 0                | 0                | 4                | —       | —       | —       | —       | —       |
| Усього в НХЛ | Усього в НХЛ           | Усього в НХЛ | 465              | 24               | 95               | 119              | 251              | 12      | 0       | 1       | 1       | 0       |